# Асуэла, Франсиско
Франсиско Эспиноса Асуэла (исп. Francisco Azuela Espinoza; род. 8 марта 1948, Леон, Гуанахуато) — мексиканский поэт и писатель. Дипломат посольства Мексики в Коста-Рике и Гондурасе (1973—1983). Кандидат в Гондурасской академии языков и литературы на Международную премию Сервантеса в Испании в 1981 году. Директор Библиотеки Конгресса Палаты депутатов Государственной Гуанахуато (1991—1997) и директор-основатель Международного культурного центра Кондор Анд. В мае 2003 года он был назначен директором Комплексного центра документации и информации (КЦДИ), Международный институт по вопросам интеграции Андрес Бельо, город Ла-Пас, Боливия. В 2009 был назначен директором библиотеки и центра документации Андского университета Симона Боливара в Боливии.

## Биография
Франсиско Асуэла — внучатый племянник Мариано Асуэла, первого романиста революции. Его мать Мария Эсперанса де-лос-Долорес Эспиноса Эрнандес, леонская писательница. Его отец был начальником станции Национальных железных дорог Мексики в Тринидаде (Мексика).
Начал писать первые поэтические мысли в раннем возрасте.
Изучал право в Университете Гуанахуато и в Национальном автономном университете Мексики; литературу в Иберо-Американском университете (Мехико), а также педагогике в Панамериканском университете в том же городе, а также прослушал курсы, семинары и практикумы по философии и литературе университетах Комплутенсе в Мадриде и Лаваль в Квебеке, Канада.

## Поэтическая жизнь и творчество
В 1969 году он служил в качестве секретаря ректора университета Гуанахуато и начальником отдела частных школ и учреждений высшего образования.
Позже в 1974 он присоединился к мексиканской дипломатической службе, он выступал в качестве дипломата посольства Мексики в Коста-Рике и Гондурасе, как секретарь, атташе по вопросам культуры и временный поверенный в делах и в качестве поверенного в делах посольства Мексики в Гондурасе и по поручению своего правительства взял на себя дела Республики Эль-Сальвадор в Гондурасе.
С 1985 по 1986, работал личным секретарём и советником губернатора штата Гуанахуато и в 1987 году, был советником губернатора штата Кинтана-Роо. В феврале 1991 года он был назначен генеральным директором университетского расширение Университета Санта-Фе-де-Гуанахуато, AC
Член делегации LV законодательного собрания штата Гуанахуато, принял участие в первой сессии Подготовительного заседания Второго национального конгресса парламентских библиотек, состоявшемся в городе Толука штата Мехико под эгидой Библиотеки комитета Федеральной законодательной власти.
Член оргкомитета Второго подготовительного совещания ко второму Национальному конгрессу Парламентских библиотек, проходившему в городе Гуанахуато.
Его работы были опубликованы на 5 языках: немецком, испанском, французском, английском и португальском, а некоторые его стихи переведены на итальянский язык, албанский и персидский. Поэт Самуил Брехар объявил во Франции, что «Асуэла-Франсиско является одним из наиболее важных живых поэтов Мексики и Латинской Америки». Выпуск на трех языках: французском, испанском и английском языках Burning Word / Пылающие освобождение / Пылкий Word, который сделал ANTARES Издательство испанской культуры. При поддержке Йоркского университета, Книжного магазина совместно с Департаментом испанских исследований, Глендон колледж, Йоркский университет и обогащению Лекции, семинары серии Стонга колледж-Йоркского университета. Торонто, Канада, в марте 2008 года, является одним из его литературных достоинств.

### Поэзия
- El Maldicionero(1981) Проклинающий
- El Tren de Fuego(1993) Огненный поезд
- La Pároli Ardiente(1993) Пылающие освобождение
- Son las Cien de la Tarde (1996) 100 часов после полудня Архивная копия от 11 октября 2012 на Wayback Machine
- Ángel del Mar de mi Sueños(2000) Ангел моря моей мечты
- Pároli Ardiente 2ª Ed(2002) Пылающее освобождение 2 Архивная копия от 11 октября 2012 на Wayback Machine
- Colecciónón de libros de poesía. Textos en varios idiomas (2008) Сбор книг поэзии. Тексты на разных языках Архивная копия от 12 октября 2012 на Wayback Machine
- Антология Silence (поэтические рассказы и другие песни) Антоло́гия Тишины
- Cordillera Real de los Andes (Jacha 'Тата Janqo Khajiri Qollunaka) и
- Encuentro de Thunupa y Quetzalcoatl (2008) Встреча Thunupa и Кетцалькоатля
- " Latinoamérica en Llamas (книга в стадии подготовки, 2010) Латинская Америка в огне

### Истории
- Rotonda de Gatos Ilustres — Pantheón des Chats Illustres (2007) Круг известных кошек Архивная копия от 12 октября 2012 на Wayback Machine

### Антологии и профили
- «Страна Семь светочей», опубликованном правительством штата Гуанахуато. Введение, подбор и записки поэта, критик литературы Бенджамин Вальдивия (1994)
- профиль своей жизни и своей работе над книгой «История литературы Гуанахуато», под редакцией опубликовано Государственным институтом культуры в Гуанахуато. Май 2000.
- мир Никарагуа, сборник французского поэта Жан-Поль Mestas, 2002 двуязычное издание на португальском и французском языках. Состоит из 82 поэтов из 57 стран. Издатель Университет Лиссабона, Португалия.
- Поэзия Антология «Бесконечная Тур 1972—2003» (2004)
- В 2005 году он был выбран, чтобы составлять часть Антологии: Взломанный глагол, как дань чилийским политическим заключенным. Апострофы ред. Чили.
- В 2005 году он был выбран в качестве составителя Антологии-След заключенного, как дань памяти политических заключенных в Турции. Редакция антиимпериалистические поэтов Америки. Оттава, Канада. Этот сборник был представлен в Брюсселе, Роттердаме, Париже и Монреале.
- 9 февраля 2006, посольства Франции, Бразилии, Испании и Мексике, в Боливии, представили CD-ROM "Маленькая поэтическая антология. Бесконечное путешествие с 1972 по 2006 год. Le Printemps де поэтов, " Весна поэта, с работами Франсиско Асуэла на 6 Языках: испанском, немецком, аймара, французском, английском и португальском языках.
- Биографические портрет Леонской романистки Мария Эсперанса де-лос-Долорес Эспиноса -Асуэла вдова, сделанный в честь их 90-летия (2009).

### Журналы и Статьи
1. Литературная эстафета Испании (июнь 1978 и 1979)
2. Франсиско Асуэла. Автор книги «Maldicionero» е umPoeta Maldito ? Мигель Серрано. Газета или журнал. Лиссабон, Португалия. Января 1987 года.
3. Взаимодействие (отдел немецкого языка, Университетский колледж Лондона (N º. 1 и 2, 1994)
4. Revue Рембо (Semestriel Международный де Création Litteraire, Франция и др. в Европейском сообществе Дворец Поэтов (N º. 4, 1995. Нету. 6, 1996 и ¹ 7., 1997)
5. Поэтические тетради, (Международная Bimestriel, Париж, ноябрь-декабрь 1994)

Июнь. Международный Неруда (редакция Джон Донн и Ко Франция, 2000, 2001, 2002)
1. Международный журнал литературы Юга, опубликованные во Франции (1996 и 1998)
2. Jalons, Нант,Париж (N ° 58., 1997, N º. 73, 2002) и других литературных журналах в Канаде, Центральной Америке, Мексике, Испании, Португалии, Пуэрто-Рико, Боливии, Франции, Австрии, Бразилии, Италии и Ирана.

### Статьи
1. Испания признает Еl Maldicionero мексиканского поэта Франсиско Асуэла Хроника журнала. Тегусигальпа, Гондурас. Июль 1978.
2. Мексиканские поемы призваны Центральной Америке. Мануэль Кальдерон Торрес. Мексиканская газета Excelsior. Января 1982 года.
3. «100 часов после полудня» Франсиско Асуэла. Для критика Хесус Росалес. Журнал М. Гуанахуато, Мексика. Август 1996.
4. Асуэла-Франсиско открывается выставка «Ангел моря моей мечты». Журнал М. Гуанахуато, Мексика. Ноябрь 2000.

### Призы и награды
1. Награждён правительством Гондураса орденом Освободителя Центральной Америки «Франсиско Морасан» в звании офицера.
2. Кандидат в Гондурасой академии языка Международной премии в области литературы "Сервантес, Испания, 1981
3. Секретаря Ассоциации писателей государства Гуанахуато, AC 1994.
4. Член Генерального общества писателей в Мексике.
5. Прометей корреспонденты Поэзия Мадрида издание CD-ROM и руководство «Инвентаризация поэзии на испанском языке» (IRPE), июль 2004. Всемирная Поэзия посла в Боливии 2005,1

Июнь. Ambassadeur де ла Пэ-Универсал посол мира 2006 года. Capitale Mondiale Geneve Paix2
1. Член Всемирного Общества поэтов (WPS) для писательской организации современных поэтов со всего мира, Grèce 2006,3
2. Награждён одной из 4 заслуженных наград жюри престижного Калифорнийского государственного политехнического университета, через его отделение английского языка и иностранных Языков (колледж Письма гуманитарных и социальных наук), чтобы включить Спринг Харвест Международный 2006/2007 , один из вопросов, наиболее престижных английском языке США.
3. Он был приглашен в Центр современной литературы Иран для участия в ПервомЛитература Латинской Америки конференции, проходившей с 26 мая по первое. Июнь 2007 в городах Тегеран и Исфахан, Исламской Республики Иран.

10. Член Всемирной сети писателей на испанском языке: Ремес. 2009.
1. В январе 2009 он был назначен Департаментом государственного протокола Многонациональности Боливия — Министерство иностранных дел, в состав Комиссии по случаю столетия со дня Хуана Боша, рассказчик, эссеист, педагог, историка, биографа, политик, бывший Президент Доминиканской Республики.
2. Участвовал вместе с представителями 27 стран на третьей Международной Festlatino культур и литератур романтика Línguas, состоявшейся в Ресифи, Бразилия, в 2009 году.

## Экологическая и природоохранная деятельность
- С 1993 по 1995 год, основатель и председатель совета ассоциации гражданских защитников флоры и фауны государства Гуанахуато.
- В 1996 году он основал и был главным исполнительным директором Института проблем экологии и экологического образования государства Гуанахуато и редакцией международного журнала «Альфредо Duges» Института.